# اشلی اسکات
اشلی اسکات (به انگلیسی: Ashley Scott) (زاده ۱۳ ژوئیه ۱۹۷۷) بازیگر آمریکایی است.
از فیلم‌های معروف او می‌توان به بازی در فیلم‌ ۱۲ راند اشاره کرد.

## فیلم‌شناسی
فهرست برخی از فیلم‌هایی که اشلی اسکات در آنها به ایفای نقش پرداخته است:
- ۱۲ راند
- سربلند
- توی دریا
- فرشته تاریکی(مجموعه تلویزیونی)
- جریکو(مجموعه تلویزیونی)
- پادشاهی
- سوات